# Argal
Argal (en népalais : अर्गल) est un comité de développement villageois du Népal situé dans le district de Baglung. Au recensement de 2011, il comptait 2 329 habitants.